# Waldhufen
Waldhufen är en kommun och ort i Landkreis Görlitz i förbundslandet Sachsen i Tyskland. Kommunen har cirka 2 400 invånare. Kommunen bildades den 1 mars 1994 genom en sammanslagning av kommunerna Diehsa, Jänkendorf, Nieder Seifersdorf och Thiemendorf.
Kommunen ingår i förvaltningsområdet Diehsa tillsammans med kommunerna Hohendubrau, Mücka och Quitzdorf am See.